# Arcoscalpellum hawaiense
Arcoscalpellum hawaiense är en kräftdjursart som först beskrevs av Henry Augustus Pilsbry 1907.  Arcoscalpellum hawaiense ingår i släktet Arcoscalpellum och familjen Scalpellidae. Inga underarter finns listade i Catalogue of Life.